# Pedro Cachín
Pedro Cachín (* 12. dubna 1995 Bell Ville, provincie Cordóba) je argentinský profesionální tenista. Ve své dosavadní kariéře na okruhu ATP Tour vyhrál jeden singlový turnaj. Na challengerech ATP a okruhu ITF získal patnáct titulů ve dvouhře a osm ve čtyřhře.
Na žebříčku ATP byl ve dvouhře nejvýše klasifikován v srpnu 2023 na 48. místě a ve čtyřhře v květnu 2022 na 219. místě. Trénují ho Dante Gennaro a bývalá světová dvojka Àlex Corretja, za nímž se v roce 2014 přestěhoval do Barcelony.

## Tenisová kariéra
Na okruhu ATP Tour debutoval únorovou čtyřhrou Argentina Open 2015 v Buenos Aires, do níž obdržel s krajanem Facundem Argüellem divokou kartu. Po výhře nad druhými nasazenými Máximem Gonzálezem a Horaciem Zeballosem vypadli ve čtvrtfinále s Berlocqem a Schwartzmanem. Dvouhru si poprvé zahrál na Barcelona Open Banc Sabadell 2016, kde prošel kvalifikací. V sedmi předchozích kvalifikačních soutěžích byl vyřazen. Na úvod barcelonského singlu nestačil na Chorvata Ivana Dodiga z osmé světové desítky, přestože získal úvodní sadu. Do premiérového čtvrtfinále se probojoval z kvalifikace na Córdoba Open 2019, kde přehrál Brita Camerona Norrieho a po skreči poprvé člena světové třicítky, dvacátého třetího Pabla Carreña Bustu. Poté však podlehl pozdějšímu vítězi Juanu Ignaciu Londerovi. V květnu 2022 ovládl štvanický challenger I. ČLTK Prague Open, když ve finále přehrál Itala Lorenza Giustina. Bodový zisk jej posunul na nové kariérní maximum, 152. místo žebříčku ATP.
Debut v hlavní soutěži nejvyšší grandslamové kategorie zaznamenal v mužském singlu French Open 2022 po tříkolové kvalifikaci, v jejímž závěru prohrál s Pavlem Kotovem. Přesto si pařížskou dvouhru zahrál jako šťastný poražený po odstoupení Jana-Lennarda Struffa. V šesti předchozích kvalifikacích na majorech neuspěl. V úvodním kole porazil Slováka Norberta Gombose ve čtyřech setech, než jej zastavil sedmdesátý čtvrtý muž klasifikace Hugo Gaston z Francie. Grandslamové maximum vylepšil třetím kolem na US Open 2022 po dvou pětisetových bitvách, které obě ukončil až nově zavedený supertiebreak v závěrečné sadě. Po výhře nad Slovincem Aljažem Bedenem prohrával již 0–2 na sety s americkým kvalifikantem Brandonem Holtem z počátku čtvrté světové stovky, synem šampionky US Open a bývalé světové jedničky Tracy Austinové. Přesto dokázal průběh otočit a po zisku rozhodujícího supertibreaku v poměru 10:6 prošel do třetí fáze. V ní však nenašel recept na šťastného poraženého kvalifikanta Corentina Mouteta z Francie.
První titul na okruhu ATP Tour získal ve 28 letech na antukovém Swiss Open Gstaad 2023. Ve finále zdolal Španěla Alberta Ramose-Viñolase po třísetovém průběhu a v probíhající sezóně se stal pátým šampionem, který vyhrál premiérovou kariérní trofej. Bodový zisk jej posunul o čtyřicet jedna příček výše, poprvé na 49. místo. Překonal tak čtvrtfinálové maximum z Córdoba Open 2019.

## Finále na okruhu ATP Tour
| Legenda                   |
| ------------------------- |
| D – dvouhra; Č – čtyřhra  |
| Grand Slam (0)            |
| Turnaj mistrů (0)         |
| ATP Tour Masters 1000 (0) |
| ATP Tour 500 (0)          |
| ATP Tour 250 (1–0 D)      |

### Dvouhra: 1 (1–0)
| Stav  | č. | datum         | turnaj            | povrch | soupeř ve finále     | výsledek      |
| ----- | -- | ------------- | ----------------- | ------ | -------------------- | ------------- |
| Vítěz | 1. | červenec 2023 | Gstaad, Švýcarsko | antuka | Albert Ramos-Viñolas | 3–6, 6–0, 7–5 |

## Tituly na challengerech ATP a okruhu ITF
| Legenda                |
| ---------------------- |
| Challengery (6 D; 2 Č) |
| ITF (9 D; 6 Č)         |

### Dvouhra (15 titulů)
| Č. | datum         | turnaj                                | povrch | poražený finalista      | výsledek           |
| -- | ------------- | ------------------------------------- | ------ | ----------------------- | ------------------ |
| 1. | červen 2014   | Siena, Itálie                         | antuka | Gleb Sakharov           | 7–6(7–2), 7–5      |
| 2. | červenec 2014 | Denia, Španělsko                      | antuka | Maverick Banes          | 6–4, 3–6, 6–4      |
| 1. | září 2015     | Sevilla, Španělsko                    | antuka | Pablo Carreño Busta     | 7–5, 6–3           |
| 3. | březen 2017   | Javea, Španělsko                      | antuka | Bernabé Zapata Miralles | 6–3, 6–3           |
| 4. | duben 2017    | Madrid, Španělsko                     | antuka | Ivan Gachov             | 6–3, 6–3           |
| 5. | květen 2017   | Valldoreix, Španělsko                 | antuka | Orlando Luz             | 6–2, 6–1           |
| 6. | červenec 2018 | Getxo, Španělsko                      | antuka | Carlos Boluda-Purkiss   | 6–3, 7–5           |
| 7. | únor 2020     | Paguera, Španělsko                    | antuka | Matthieu Perchicot      | 6–4, 6–2           |
| 8. | únor 2021     | Antalya, Turecko                      | antuka | Matías Zukas            | 6–1, 6–4           |
| 9. | březen 2021   | La Nucia, Španělsko                   | antuka | Georgij Kravčenko       | 7–6(7–2), 6–0      |
| 2. | duben 2021    | Oeiras, Portugalsko                   | antuka | Nuno Borge              | 7–6(7–4), 7–6(7–3) |
| 3. | duben 2022    | Madrid, Španělsko                     | antuka | Marco Trungelliti       | 6–3, 6–7(3–7), 6–3 |
| 4. | květen 2022   | Praha, Česko                          | antuka | Lorenzo Giustino        | 6–3, 7–6(7–4)      |
| 5. | červenec 2022 | Todi, Itálie                          | antuka | Nicolás Kicker          | 6–4, 6–4           |
| 6. | srpen 2022    | Santo Domingo, Dominikánská republika | antuka | Marco Trungelliti       | 6–4, 2–6, 6–3      |

### Čtyřhra (8 titulů)
| Č. | datum         | turnaj             | povrch | spoluhráč               | poražení finalisté                | výsledek              |
| -- | ------------- | ------------------ | ------ | ----------------------- | --------------------------------- | --------------------- |
| 1. | listopad 2013 | Santiago, Chile    | antuka | Guillermo Núñez         | Nicolás Jarry Simón Navarro       | 7–5, 6–3              |
| 2. | červen 2014   | Siena, Itálie      | antuka | Pablo Galdón            | Gleb Sakharov Alexandre Massa     | 6–3, 7–6(7–4)         |
| 1. | září 2017     | Sevilla, Španělsko | antuka | Iñigo Cervantes         | Ivan Gachov David Vega Hernández  | 6–7(5-7), 6–3, [10-5] |
| 3. | duben 2018    | Madrid, Španělsko  | antuka | Patricio Heras          | Diego Hidalgo Juan Carlos Sáez    | 7–6(7–2), 3–6, [10-7] |
| 4. | září 2020     | Praha, Česko       | antuka | Sebastián Báez          | Lucas Miedler Jan Zieliński       | 7–6(7–4), 6–1         |
| 5. | leden 2021    | Antalya, Turecko   | antuka | Juan Manuel Cerúndolo   | Vladyslav Orlov Denis Jevsejev    | 7–5, 6–2              |
| 6. | únor 2021     | Antalya, Turecko   | antuka | Genaro Alberto Olivieri | Nicolás Mejía Pedro Vives Marcos  | 5–7, 6–1, [14-12]     |
| 2. | červenec 2021 | Tampere, Finsko    | antuka | Facundo Mena            | Orlando Luz Felipe Meligeni Alves | 7–5, 6–3              |